# Heike Dähne
Heike Dähne, född 15 oktober 1961 i Zwickau i Sachsen, är en före detta östtysk simmare.
Dähne blev olympisk bronsmedaljör på 800 meter frisim vid sommarspelen 1980 i Moskva.